# Ponikve (Velika Kladuša)
Ponikve es un pueblo de la municipalidad de Velika Kladuša, en el cantón de Una-Sana, Bosnia y Herzegovina.

## Superficie
Posee una superficie de 8,08 kilómetros cuadrados.

## Demografía
Hasta 2013 la población era de 844 habitantes, con una densidad de población de 104,5 habitantes por kilómetro cuadrado.